# 米山剛
米山 剛（よねやま つよし、1965年11月10日 - ）は神奈川県南足柄市出身のプロゴルファー。

## 来歴
小田原相洋高時代から注目され、日本大学進学後は1985年の日本学生ほか学生タイトルを総なめにし、1986年には日本オープンでローアマに輝くなど実績十分で1987年にプロ入り。最初の2年間は低迷したが、1989年に初シードを獲得し、2004年まで確保。
1988年には茨城オープンで磯崎功・内田袈裟彦・藤池昇と並んでの6位タイ、かながわオープンでは最終日に68をマークして芹澤信雄・川俣茂と並んでの2位タイに入った。
初優勝までは長く、米山のツアー未勝利はプロゴルフ七不思議と言われてきたが、1999年の三菱自動車トーナメントでは細川和彦とのデッドヒートで互いに一歩も譲らず、最終日64、トータル16アンダーで、プレーオフに持ち込む。米山と細川はアウトで4バーディ、インで3バーディ、ノーボギーで、一緒にプレーしていた尾崎将司に「お前ら2人は嫌いだ。完全に蹴散らかされた。2人がすごいプレーをした。それだけだ。しかし、あんなに入るものかね・・・」と言わせた。18番ホールでのプレーオフは3ホールで決着がつかず、4ホール目の際にはカップの切り替えを行った後、5ホール目でようやく決着。終始押し気味で、5ホールのプレーオフを制して初勝利を挙げる。
全英オープンでは最終日18番でバーディを決め、メジャー初挑戦で15位と大健闘。
帰国後の久光製薬KBCオーガスタでは2日目にボギー無しの6バーディ66をマークし、最終日は1打差2位でスタート。9番で一つ落とすも、14番で追いついて逆転し、1打のアドバンテージを握ったまま18番をパーで切り抜ける。最終ホールではボールを曲げて結構なピンチであったが、前年までの米山とは別人のように落ち着いてプレーし、優しくはないパーセービングパットをきっちり沈めて2勝目を挙げる。
カシオワールドオープンでは激しい首位争いで65をマークし、66の手嶋多一を振り切って3勝目を挙げ、1999年は賞金も1億円を突破して賞金ランク5位に入った。
ツアー優勝はこの年の3勝だけで、キレのいいアイアンショットでたびたび優勝争いに顔を出すも、後一歩で勝利を逃してきた。
45歳になって、首痛が酷くなり、思い通りに打てなくなったことでスイング改造に着手。片山晋呉のコーチであった谷将貴にアドバイスをもらい、7番アイアンのハーフショットをひたすら繰り返すと、腕を高く上げるオーバースイング気味なトップが、フラットでコンパクトな現代的な形へと変貌。谷の「半年間はフルスイング禁止」という言葉をしっかり守り、まるで別人、フルモデルチェンジと言われるほどの、スイング改造に成功。
7年ぶりに出場した2013年の東建ホームメイトカップでは初日に68をマークし手応えを掴むと、2015年からはシニアに転向。
日本シニアオープンで平石武則を追い詰めたが2位、いわさき白露では陳志忠（中華民国）に競り負けたが2位に入って賞金ランク4位に浮上し、2016年の全米プロシニアの出場権を得た。　
2017年のファンケルクラシックで史上最多の5人によるプレーオフを制してシニア初勝利を挙げ、続く広島シニアでは2日間14アンダー63のビッグスコアで2週連続の2勝目を挙げた。
真夏のファンケルではプレーオフ2ホール目で7mの一番長かったバーディーパットを入れて次に繋ぎ、3日目には30cmにつけたイーグルを奪って劇的なシニア初勝利を挙げる。
2018年には海外に出て全米プロシニア、全米シニアオープン、全英シニアオープンのメジャー3試合を経験していずれも予選落ちするが、厳しいピン位置など身を持って触れる。
国内では日本シニアオープンでプラヤド・マークセン（タイ王国）に6打差3位、太平洋クラブシニアではまたもマークセンに1打差2位であったが、日本プロシニアを制してマークセンに一矢報いたと同時に自身初のメジャー制覇を挙げた。
日本プロシニアでは最終日に同組の室田淳・鈴木亨にしぶとく追い上げられたが、冷静にクラブを振った米山は崩れず、1、2番で連続バーディーを取る素晴らしいスタートダッシュを決め、7、8番ではまたも連続バーディー。折り返した後も12番のパー5では4mの難しいバーディーパットを沈め、鈴木が16、17番と連続バーディーで迫ってきた17番では、米山も6mをねじ込む6つ目のバーディーを決めて譲らず、ついにノーボギーの66となる。最終的には通算21アンダーで2位に4打差をつけ、大会最多アンダーパー記録に並ぶビッグスコアでのメジャー初制覇となった。
漫画家の真船一雄とは小中学生時代の同級生である。

## 主な優勝
レギュラー
- 1999年 - 三菱自動車トーナメント、久光製薬KBCオーガスタ、カシオワールドオープン
- 2004年 - 東急大分オープン

シニア
- 2017年 - ファンケルクラシック、スポーツ振興広島シニア
- 2018年 - 日本プロシニア